# Casino de Pucón
El Casino de Pucón, también conocido como Enjoy Pucón, es un casino de juego chileno ubicado en la ciudad de Pucón, Región de la Araucanía. Es propiedad de la municipalidad de Pucón, y actualmente está licitado a la empresa Enjoy.

## Historia
Tras las gestiones de los alcaldes de Pucón, Ramón Morales, Carlos Morales Lacaste y Rafael Panguilef, para abrir un casino en la ciudad, en 1990 se autorizó la apertura del casino de Pucón, el cual fue inaugurado el 27 de diciembre de ese año, e inicialmente licitado por el empresario Carlos Urzúa de la Magiora.
El casino inicialmente funcionó en las dependencias del Gran Hotel Pucón, ubicado frente a la playa de la ciudad, que fue fundado en 1939 y había sido adquirido por Urzúa en 1982. En 1995 la empresa Kuden S.A., presidida por Antonio Martínez Segui, se adjudicó la licitación del casino, y ese mismo año comienza la construcción del casino de Pucón, en el borde oriente de la plaza de la ciudad. Posteriormente se inició la construcción de un hotel complementario, que fue inaugurado en 1997 como Hotel del Lago Resort & Casino, que poseía 82 habitaciones y tenía una categoría de 5 estrellas. Paralelamente, la concesión continuó siendo renovada a la empresa de la familia Martínez, que desde 2005 pasó a llamarse Enjoy.
El edificio que albergaba tanto al casino como al hotel fue totalmente destruido por un incendio, ocurrido el 17 de septiembre de 2007. El casino fue reconstruido en poco más de cien días en la cuadra siguiente —en dirección sur— a su antigua ubicación, y fue inaugurado el 5 de enero de 2008. El Hotel del Lago, sin embargo, no fue reconstruido (en su antigua ubicación ahora hay un estacionamiento), ya que Enjoy decidió comprar a Carlos Urzúa en 2008 el Gran Hotel Pucón, ubicado a sólo una cuadra del nuevo casino.